# Kvarteret Bootes

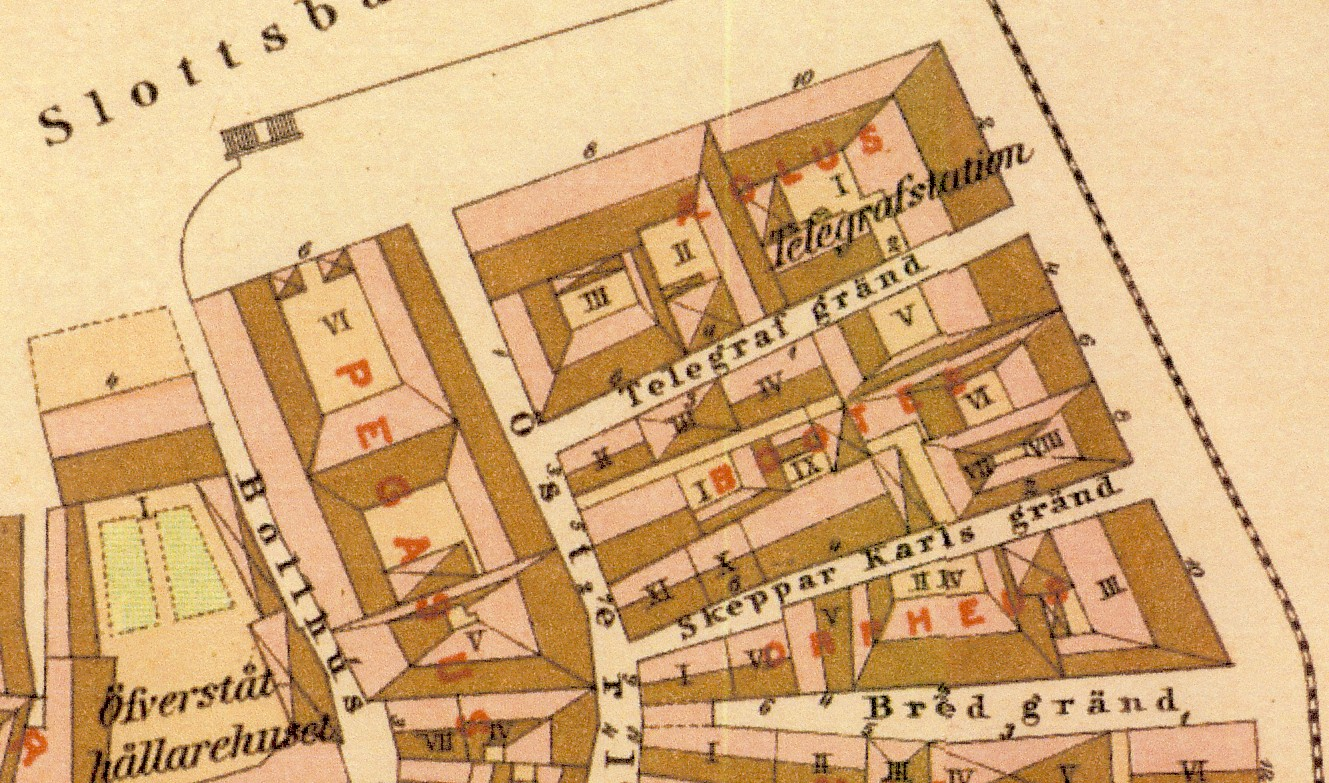
Kvarteren Aeolus, Bootes och Orpheus på Lundgrens karta 1885. Här anges fortfarande en äldre kvartersindelning. Kartan visar även Kadous hus (Skeppsbron 8) som revs 1901.

Kvarteret Bootes är ett kvarter i Gamla stan i Stockholm.  Kvarteret omges av Österlånggatan i väst, Telegrafgränd i norr,  Skeppsbron i öst och Skeppar Karls gränd i syd. Området för dagens kvarter Bootes kom till efter 1640-talet då Östra stadsmuren revs och ny byggbar mark anlades på delvis utfylld mark längs Skeppsbron.
Dagens kvarteret Bootes ligger mitt i den medeltida stadsdelen Våmbafjärdingen mellan Skepper Karls grändh (dagens Skeppar Karls gränd) och Lindhwidz grend (dagens Telegrafgränd).

## Etymologi
Den övervägande delen av kvarteren i Gamla stan har döpts efter begrepp (främst gudar)  ur den grekiska och romerska mytologin.  Bootes eller Björnvaktaren är en stjärnbild som är synlig på norra halvklotet under våren och sommaren. I mytologin finns olika versioner hur stjärnbilden uppstod, en säger att björnvaktaren Arcas var son till Zeus och Hera. En annan menar att kvarteret har fått sitt namn efter en vinodlare på Attika som i den romerska mytologin förvandlades till stjärnbilden Björnvaktaren.

## Fastigheter i urval
Kvarteret bildades år 1729 och hade då 11 fastigheter (Östra 14, Östra 15, Östra 16, Östra 17, Östra 18, Östra 19, Östra 20, Östra 21, Östra 22, Östra 23 och Östra 24). Även på Lundgrens karta från 1885 redovisas 11 fastigheter, som anges med romerska siffror (Bootes I-XI). Idag har kvarteret nio fastigheter: Bootes 1-4, 7, 9-12.

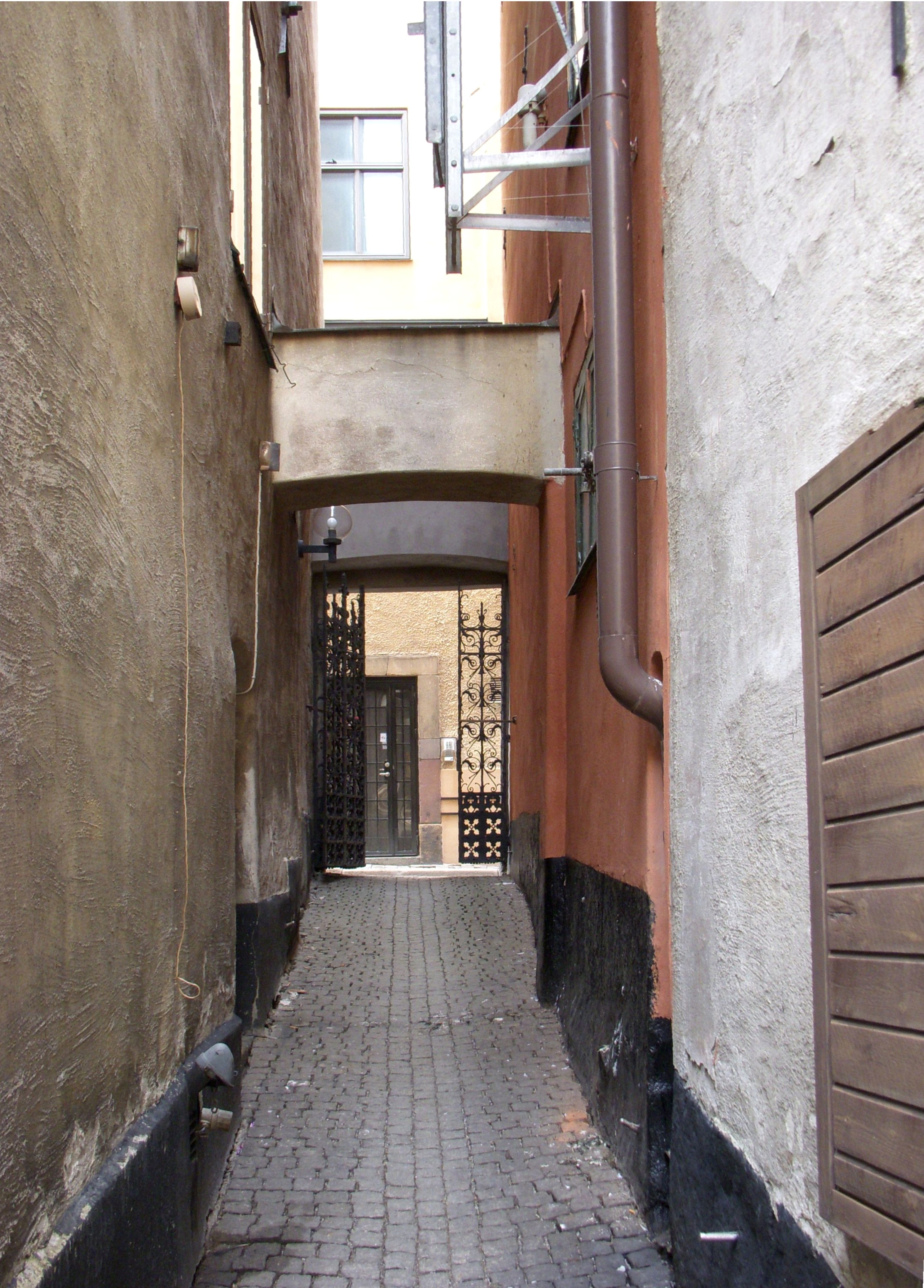
Namnlösa gränden mellan "Bootes 1 och 2", vy mot Österlånggatan.

### Bootes 1, 2 och 11
Bootes 1, 2 och 11 ligger mot Österlånggatan (nr 3-7). Mellan Bootes 1 och 2 går en namnlös gränd nästan ner mot Skeppsbron. Som så många fasader i Gamla stan har även husfasaderna mot Österlånggatan "moderniserats" i slutet på 1800-talet. Fasaden i Bootes 2 (Österlånggatan  3) har ett enkelt äldre utförande som till stor del härrör från 1760-talet. Ett större butiksfönster med moderna och släta snickerier kom till på 1800-talet. Även nyare förändringar från exempelvis 1960-talet ger huset dagens utseende.
Enligt Stockholms stadsmuseums inventering i början på 2000-talet av butiksfasaden i Bootes 1 och 11 fanns 1805 bara fyra mindre fönster mot gatan och entrén var i portgången. År 1863 ersattes ett fönster mot Österlånggatan 7 av en ny dörröppning med samma placering som dagens butiksentré.

### Bootes 4
Bootes 4 ligger mot norr och har adress Telegrafgränd 1. Det förmodas att husets källare härstammar från medeltiden medan de övre våningsplanen är av yngre datum.

### Bootes  5, 6 och 7
Bootes 5, 6 och 7 ligger mot Skeppsbron. Huset i Bootes 5 kallas  Ruuthska palatset,  som uppfördes i mitten av 1600-talet av Israel Lagerfelt d.ä., den Lagerfeltska ättens stamfader. Han var vid tidpunkten av bygget vice president i kommerskollegiet och vice president i Åbo hovrätt.  Efter Israel Lagerfelts död, år 1684 såldes fastigheten till kammarrådet Bartold Ruuth. Efter honom kallas byggnaden idag "Ruuthska palatset".
Byggnaden i Bootes 6 är Wittmarckska huset, det uppfördes på 1600-talets mitt, förmodligen 1652, eftersom detta datum anges över porten. Huset beboddes vid 1600-talets mitt av Josef Månsson. Kring 1680-talet kallades huset för Wittmarckska huset efter Klas Wittmarck.
Det ursprungliga huset i Bootes 7 uppfördes förmodligen 1652 och kallades Kadous hus. Det hade samma fasadutformning som grannhuset Wittmarckska huset som det var hopbyggd med. En fasadritning från 1761 visar båda husen, varje byggnad hade motsvarande fyra fönsteraxlars bredd. På 1600-talets slut ägdes huset av handelsmannen Erik Kadou. Nuvarande huset Skeppsbron 8 uppfördes 1901-1902 efter ritningar av arkitekt Erik Josephson som huvudkontor för Mälareprovinsernas Enskilda Bank.

## Bilder

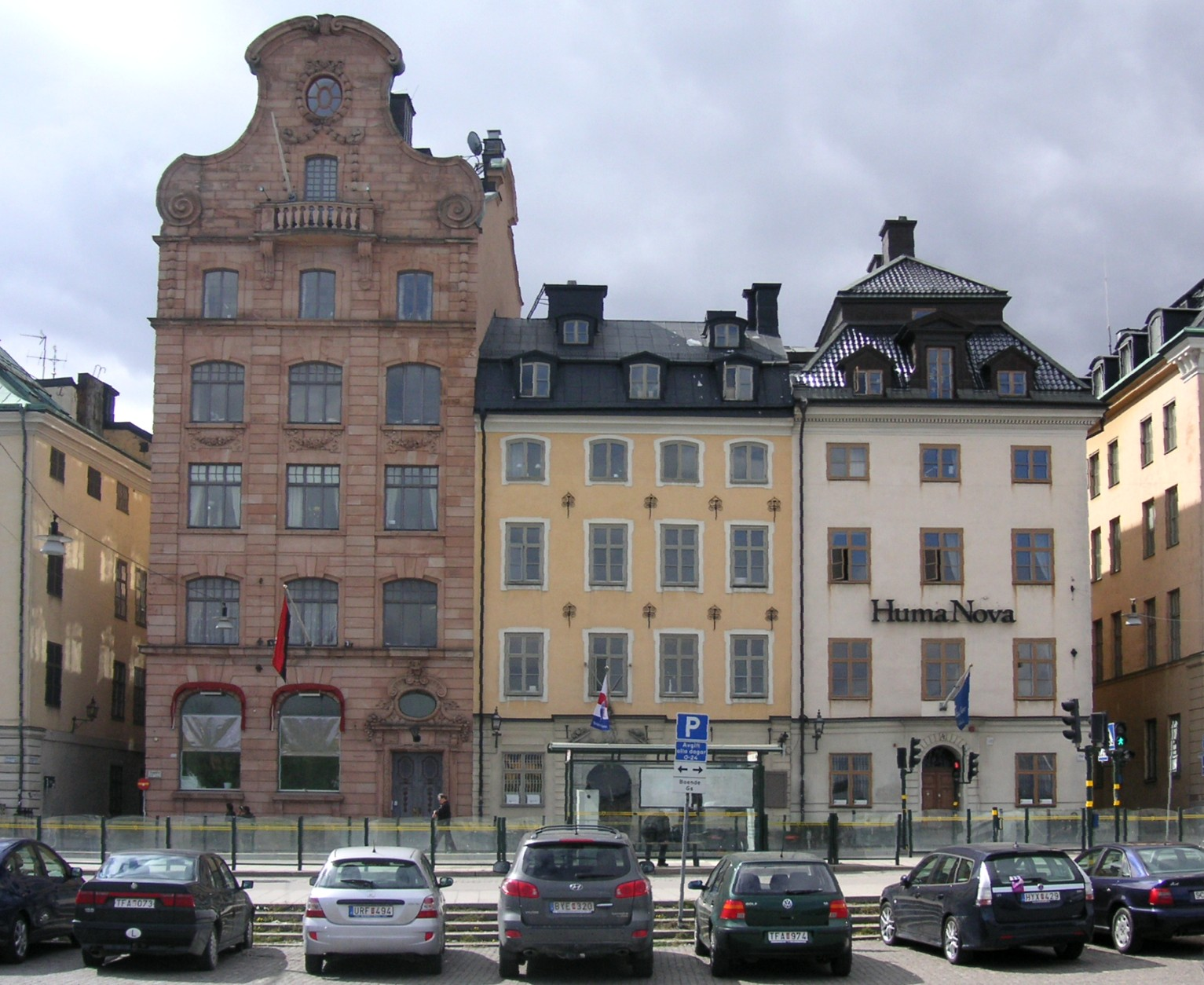
"Bootes 7, 6 och 5" mot Skeppsbron
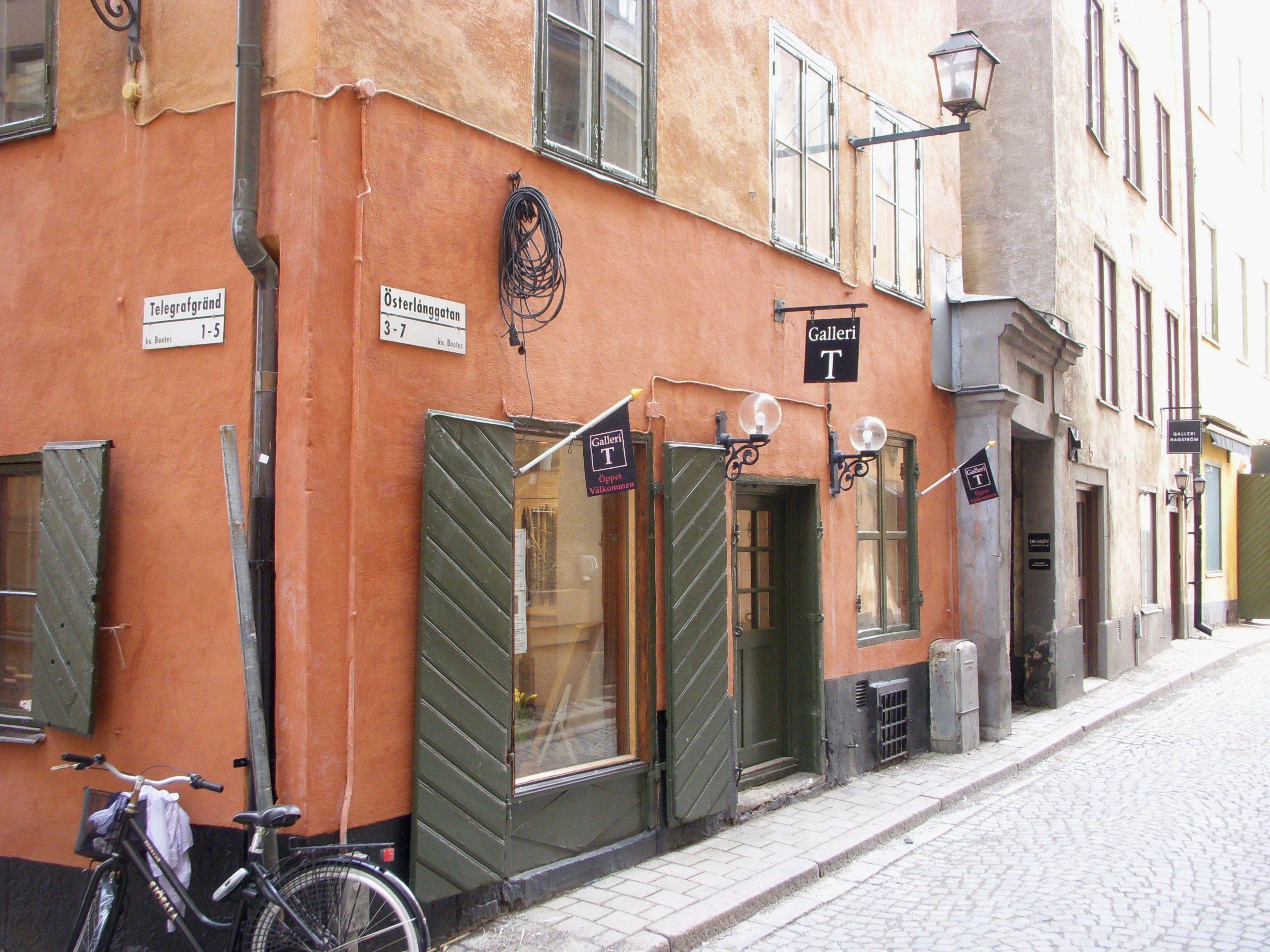
"Bootes 2, 1 och 11" mot Österlånggatan i mitten syns portalen till den namnlösa gränden.
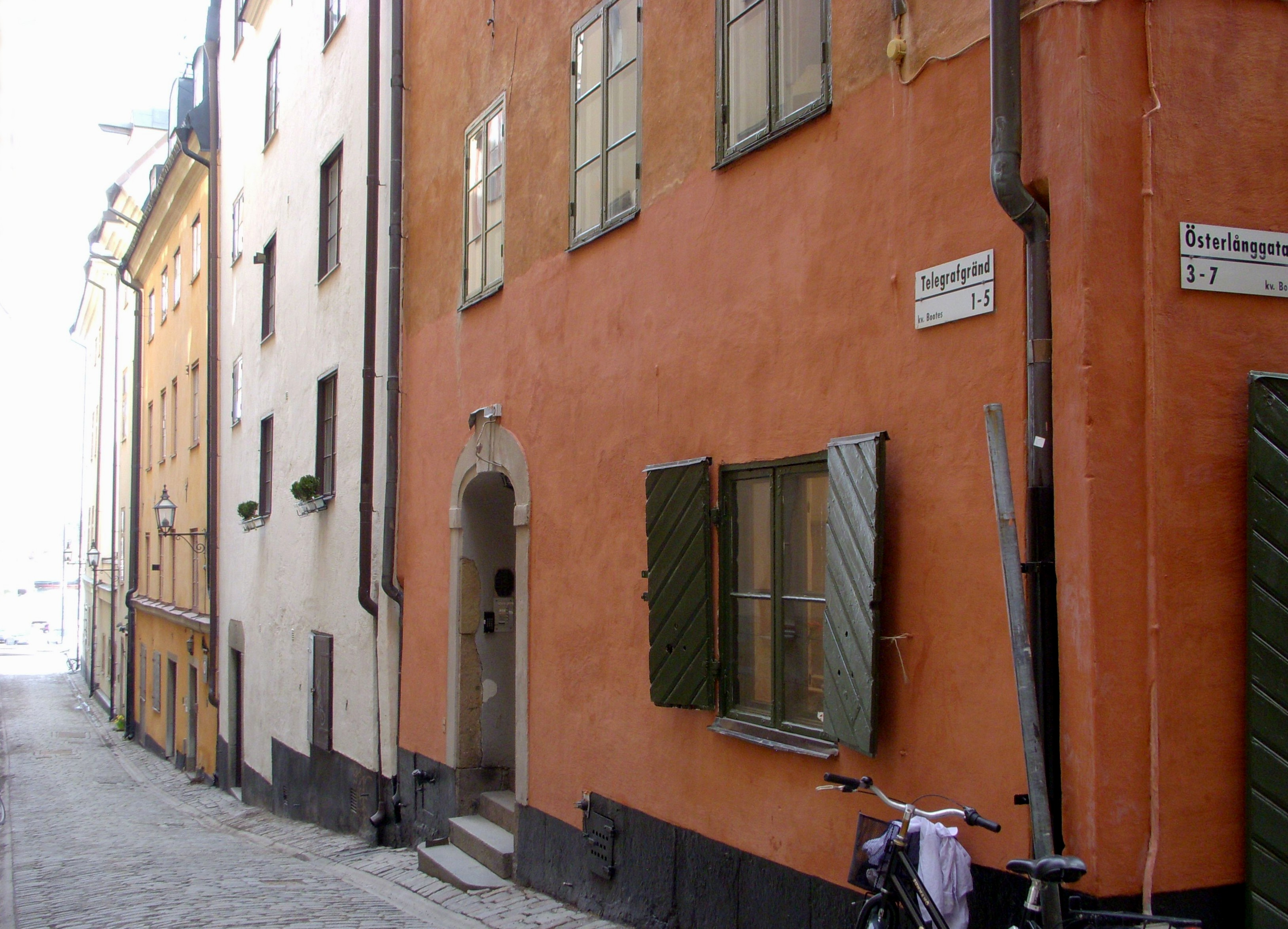
"Bootes 2, 3, 4 och 5" mot Skeppsbron
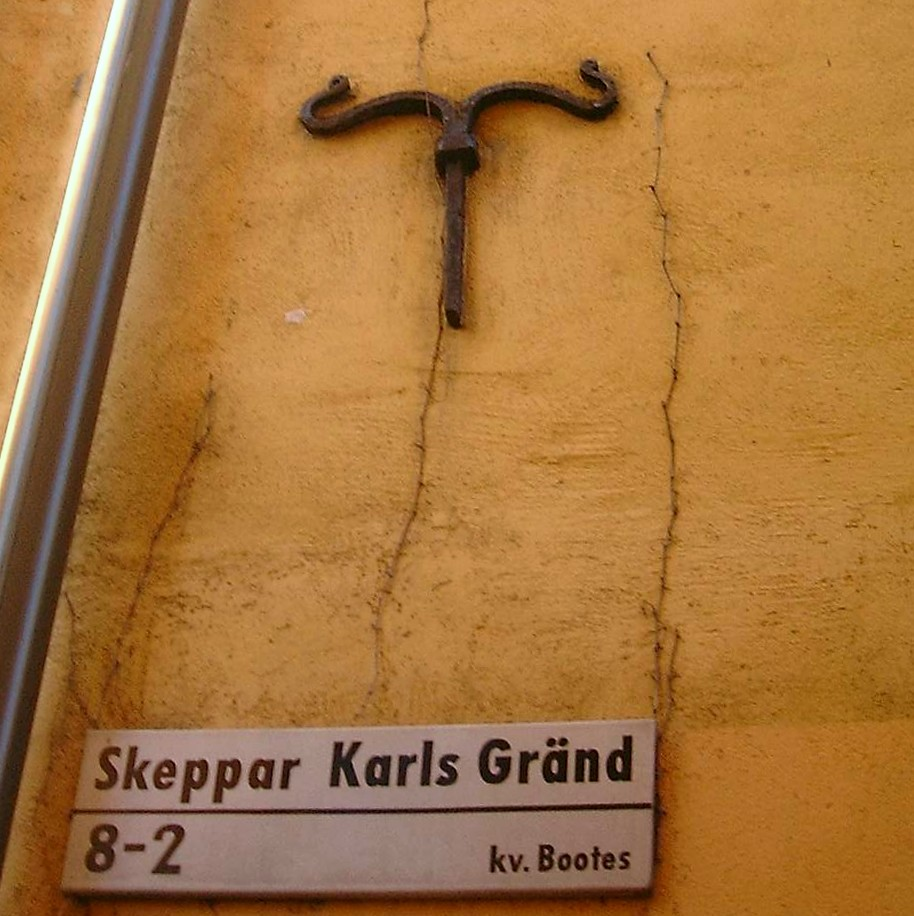
Skeppar Karls gränd med äldre ankarjärn och ankarslut av smide